# Curpillos

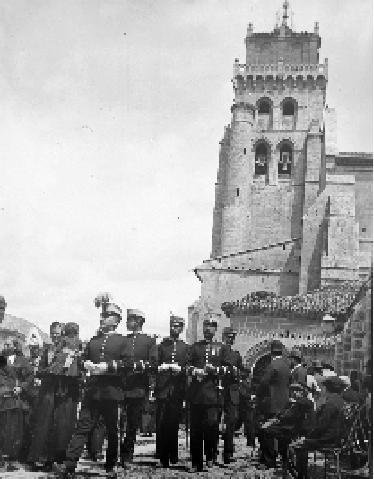
Celebración del Curpillos a finales del. Foto de Isidro Gil Gavilondo.

El Curpillos es una fiesta cívica, religiosa y militar  que se celebra el viernes siguiente del Corpus Christi, en el Monasterio de las Huelgas de Burgos.

## Descripción
Se celebran actos religiosos, procesión y desfile de tropas y autoridades, todo vinculado al Monasterio de las Huelgas. La fiesta culmina con la tradicional "jira" del Parral y  la degustación de productos populares como morcilla, chorizo, morro a la brasa, entre otros. Hay bailes típicos a cargo de los Gigantones, Gigantillos, Danzantes y Tetines, que llevan una indumentaria típicamente burgalesa.

## Historia
Su origen medieval se remonta a la victoria de Alfonso VIII en la batalla de las Navas de Tolosa, en 1212, pero la primera fecha conocida de esta celebración data del 22 de mayo de 1331, después de la fiesta del Corpus y bajo el reinado de Alfonso XI.
A lo largo de la historia, la fecha del Curpillos ha ido variando, pero finalmente se acordó fijar la festividad de Curpillos el viernes siguiente al jueves que se festeja el Corpus.